# Coupe des nations de rink hockey 1973
Navigation
Coupe des nations 1971 Coupe des nations 1975
La Coupe des nations de rink hockey 1973 est la 44e édition de la compétition. La coupe se déroule durant le mois de mars 1973 à Montreux.

## Déroulement
La compétition se compose d'un championnat à 7 équipes. Chaque équipe jouant une rencontre contre les six autres.

## Résultats
|   | Équipes     | Pts | J | G | N | P | BP | BC | Diff |
| - | ----------- | --- | - | - | - | - | -- | -- | ---- |
| 1 | Portugal    | 18  | 6 | 6 | 0 | 0 | 50 | 6  | 44   |
| 2 | Espagne     | 16  | 6 | 5 | 0 | 1 | 27 | 12 | 15   |
| 3 | Pays-Bas    | 14  | 6 | 4 | 0 | 2 | 36 | 26 | 10   |
| 4 | Allemagne   | 12  | 6 | 3 | 0 | 3 | 33 | 32 | 1    |
| 5 | Italie      | 10  | 6 | 2 | 0 | 4 | 26 | 31 | -5   |
| 6 | Montreux HC | 8   | 6 | 1 | 0 | 5 | 27 | 59 | -32  |
| 7 | Belgique    | 6   | 6 | 0 | 0 | 6 | 26 | 59 | -33  |

|             |       | Allemagne | Pays-Bas | Portugal | Espagne | Italie | Belgique |
| ----------- | ----- | --------- | -------- | -------- | ------- | ------ | -------- |
| Montreux HC |       |           |          |          |         |        |          |
| Allemagne   | 11-2  |           |          |          |         |        |          |
| Pays-Bas    | 7-6   | 9-3       |          |          |         |        |          |
| Portugal    | 15-2  | 7-1       | 3-1      |          |         |        |          |
| Espagne     | 5-0   | 6-3       | 6-3      | 0-2      |         |        |          |
| Italie      | 10-4  | 6-7       | 3-7      | 1-7      | 0-3     |        |          |
| Belgique    | 11-13 | 2-8       | 5-9      | 1-16     | 4-7     | 3-6    |          |

## Classement final
| Classement | Équipe      |
| ---------- | ----------- |
|            | Portugal    |
|            | Espagne     |
|            | Pays-Bas    |
| 4          | Allemagne   |
| 5          | Italie      |
| 6          | Montreux HC |
| 7          | Belgique    |

| Vainqueur du tournoi de Montreux 1973 |
| ------------------------------------- |
| Portugal 10°                          |